# Jaime Miguel de Guzmán Dávalos y Spínola
Jaime Miguel de Guzmán-Dávalos y Spínola (Sevilla, 1690 - Barcelona, 1767), II marquès de la Mina, V comte de Pezuela de las Torres, fou un noble, militar, diplomàtic i governador il·lustrat espanyol.

## Orígens
El seu pare era Pedro José de Guzmán-Dávalos i Ponce de León, I marquès de la Mina, i la seva mare, la noble italiana Giovanna Maria de Spínola i Pallavicini, IV comtessa de Pezuela de las Torres. Jaime va tenir dues germanes: Micaela, que va casar amb Juan Gaspar de Velasco i Ramírez de Arellano, capità d'infanteria, i Ana, que ho va fer amb José Manuel Cernesio i Perellós, III comte de Parcent.

## Servei a l'Exèrcit
El jove Jaime de Guzmán-Dávalos, titulat ja com a comte de Pezuela de las Torres per herència de la seva mare, es va dedicar a la milícia seguint els passos del seu progenitor. Els seus primers fets d'armes van tenir lloc durant la Guerra de Successió Espanyola, lluitant en el bàndol borbònic. En 1709 sol·licita permís al rei Felipe V per a la creació d'un regiment de dragons a la seva costa. Seria conegut com a Regiment Pezuela i, més endavant, com a Regiment Lusitània, amb el nom del qual encara perviu en l'exèrcit espanyol. Guzmán-Dávalos va estar al seu front com a coronel durant vint anys. En 1732, el ja II marquès de la Mina participa en la conquesta d'Orà com a mariscal de camp. Dos anys després, en 1734, com a tinent general, va manar l'ala dreta de l'exèrcit espanyol en la batalla de Bitonto  (Itàlia) en el marc dels enfrontaments amb els austríacs deguts a la Guerra de Successió Polonesa. En 1742, durant la Guerra de Successió Austríaca, va ser nomenat cap suprem dels exèrcits espanyols a Savoia en substitució del comte de Gages. Aquest mateix any, pren el castell de Aspremont, capturant a tota la guarnició i els seus cinc canons, la qual cosa li va valer l'ascens a Capità General de l'exèrcit.

## Activitat diplomàtica
Sent ambaixador espanyol en la cort de Luis XV de França, Guzmán-Dávalos va ser l'encarregat de dur a terme les negociacions per desposar a Luisa Isabel de França amb el fill de Felipe V, l'infant Felipe d'Espanya. L'èxit de l'operació, així com la seva bona tasca com a diplomàtic, li van fer mereixedor del Toisó d'Or i l'Orde del Esperit Sant per part dels dos monarques.

## Catalunya
El marquès de la Mina va romandre a Itàlia fins a 1749. En aquest any es desplaça a Barcelona, on pren possessió del càrrec de capità general de Catalunya.
Durant el seu mandat, es va dur a terme a la ciutat comtal l'actuació urbanística més important de la seva història abans que tinguessin lloc els eixamples del segle XIX. Aquesta acció va consistir bàsicament a realitzar el projecte il·lustrat de traçar una ciutat extramurs amb mansanes quadriculades i àmplies places i passejos. El nou barri, projectat per l'enginyer militar Juan Martín Cermeño, seria conegut per la Barceloneta, i va servir per allotjar la població que va haver d'abandonar els seus habitatges a causa de la construcció de la ciutadella militar al barri de la Ribera. Jaime de Guzmán-Dávalos va mantenir una política típicament il·lustrada quant a la realització de grans obres públiques, com la millora en els accessos de la ciutat, l'empedrat i il·luminació de carrers i el dragatge del port. També amb mesures com la d'implantar l'òpera en el Teatre de la Santa Creu, on els músics catalans competiran amb les obres dels grans compositors europeus. Encara que també va emprar una fèrria mà militar en determinats moments, tals com la revolta popular per la carestia de blat de 1766.
Va morir ocupant el seu càrrec a Barcelona en 1767 i va ser enterrat a l'església de San Miguel del Port, construïda exnovo en la Barceloneta durant el seu mandat.